# Legaliteitsbeginsel
Het legaliteitsbeginsel (in het strafrecht ook bekend als het nulla poena-beginsel) houdt in dat het handelen van bevoegd gezag gebaseerd moet zijn op een vooraf aanwezige bepaling. Het voorkomt dat de wetgever met terugwerkende kracht regels kan opleggen. Het beginsel wordt beschouwd als een essentieel onderdeel van de democratie en de rechtsstaat. De juridische invulling van het legaliteitsbeginsel verschilt per land en rechtsstelsel, maar ook per rechtsgebied. Zo kan er een onderscheid worden gemaakt tussen het staatsrechtelijke, strafrechtelijke en bestuursrechtelijke legaliteitsbeginsel.

## Geschiedenis
Het begin van het legaliteitsbeginsel voert terug naar het in 1764 gepubliceerde werk Dei delitti e delle pene van Cesare Beccaria. In dat boek hanteerde Beccaria als uitgangspunt dat alleen de wet de straffen mag bepalen die op een misdrijf worden gesteld. Het doel hiervan was om burgers te beschermen tegen willekeurige bestraffing door de overheid. In 1801 werkte de Duitse strafrechtgeleerde Paul Johann Anselm von Feuerbach dit grondbeginsel van Beccaria uit in drie adagia: nulla poena sine lege (geen straf zonder wetsbepaling), nulla poena sine crimine (geen straf zonder strafbaar feit) en nullum crimen sine lege poena legali (geen strafbaar feit zonder wettelijke strafbepaling). Deze adagia zouden later samengevoegd worden in één adagium: nullum crimen, nulla poena, sine praevia lege poenali (geen strafbaar feit, geen straf zonder voorafgaande strafbepaling); beter bekend als het (strafrechtelijk) legaliteitsbeginsel of het nulla poena-beginsel. Aan het eind van de 18e eeuw en gedurende de 19e eeuw verspreidde het beginsel zich — als onderdeel van het bredere verlichtingsdenken — over de rechtsstelsels van Europa (en Amerika). Het was terug te vinden in de Franse Déclaration des droits de l'homme et du citoyen van 1789, de Franse Code Pénal en later in het daarop gebaseerde Nederlandse Wetboek van Strafrecht van 1838. Onder het verlichtingsdenken werd het beginsel echter van zijn strafrechtelijke lading ontdaan en werd het toegepast op al het overheidshandelen. Zo bepaalt artikel 4 van de Wet algemene bepalingen (uitgevaardigd in 1829): De wet verbindt alleen voor het toekomende en heeft geen terugwerkende kracht.

## Internationaal en Europees recht
Op strafrechtelijk gebied is het legaliteitsbeginsel opgenomen in de grote mensenrechtenverdragen (artikel 15 van het Internationaal Verdrag inzake Burgerrechten en Politieke Rechten en artikel 7 van het Europees Verdrag voor de Rechten van de Mens). Volgens de rechtspraak van het Europees Hof moet de wetgeving voldoende toegankelijk, nauwkeurig en voorzienbaar zijn.
Het principe van de rule of law is voorts weerhouden als een hoeksteen van de Europese constructie. Via de Criteria van Kopenhagen werd het opgelegd aan nieuwe lidstaten en door het Verdrag van Lissabon kwam het ook uitdrukkelijk in de verdragsteksten (art. 2 en 21 VEU en art. 263 VWEU).

## Nederland

### Reikwijdte van het staatsrechtelijke legaliteitsbeginsel
Van der Pot beschreef het legaliteitsbeginsel als het centrale beginsel van de democratische rechtsstaat. In deze optiek vormt het legaliteitsbeginsel een uitdrukking van twee elementen: het democratische element en het rechtsstatelijke element. Het democratische element brengt tot uitdrukking dat 'het volk [zichzelf regels] stelt — door middel van zijn vertegenwoordigers'. Hierin ligt besloten dat de overheid dienstbaar hoort te zijn aan de belangen van burgers, en dat de burgers de bevoegdheden van de overheid en de richting van het overheidsbeleid bepalen. Dat dit door middel van representatie gebeurt is onvermijdelijk. In het rechtsstatelijke element is vervolgens vervat dat de burgers aan geen andere regels zijn gebonden dan die regels die door het volk (door middel van zijn vertegenwoordigers) zijn gesteld én ook dat de overheid aan zijn eigen regels is gebonden en geen andere bevoegdheden bezit dan die hun door deze regels zijn toegekend. Hier staat de binding van de overheid en de burgers aan het recht (de wet) en het verbod van terugwerkende kracht centraal. Het verbod op eigenrichting vloeit hierbij direct voort uit de binding van de overheid aan het recht: als de overheid gebonden is aan de wet dan zijn haar burgers ook gebonden aan de wet.

### Reikwijdte van het bestuursrechtelijke legaliteitsbeginsel
Het legaliteitsbeginsel in het bestuursrecht wordt ook wel aangeduid met de term wetmatigheidsbeginsel. Het legaliteitsbeginsel in het bestuursrecht bestaat uit ongeschreven recht en is mede daardoor moeilijk te bepalen. Aangenomen wordt echter dat het bestuursrechtelijke legaliteitsbeginsel in ieder geval betekent dat de uitvoerende macht uitsluitend die bevoegdheden bezit die haar uitdrukkelijk door de (Grond)wet zijn toegekend. Er bestaat echter een discussie over de exacte reikwijdte van deze eis. Buiten kijf staat dat het vaststellen van algemene regels en inbreuken op de vrijheid of eigendom van burgers (de zogenoemde Eingriffsverwaltung) onder dit beginsel valt. De vraag is echter of er bij presterend overheidsoptreden (ook wel: Leistungsverwaltung) ook altijd een wettelijke basis moet zijn. Het gaat dan bijvoorbeeld om het toekennen (en intrekken) van subsidies, het verbinden van voorwaarden aan de toekenning van financiële steun of het afgeven van een vergunning. Een interessant geval deed zich voor in het fluorideringsarrest waarbij de Hoge Raad de 'ingrijpendheid' van het besluit als criterium hanteerde om te beoordelen of het besluit in overeenstemming met de wet genomen was. In casu ging het om een besluit van de gemeente Amsterdam waarbij een waterleidingsbedrijf verplicht fluoride moest toevoegen aan het drinkwater. De Hoge Raad oordeelde dat dit 'een maatregel is van zó ingrijpende aard dat, zonder wettelijke grondslag, niet kan worden aangenomen dat een waterleidingsbedrijf daartoe bij de vervulling van de hem in ... de Wet opgedragen taak de vrijheid heeft.'
Naast de hiervoor besproken betekenis van het bestuursrechtelijke legaliteitsbeginsel wordt ook aangenomen dat elke handeling van bestuur in overeenstemming met de wettelijke voorschriften moet zijn als zij ingrijpt in de rechten van burgers. Dit vereiste ziet dus niet, zoals hierboven, op de grondslag van het bestuurshandelen, maar op het handelen zelf. De Haan schaart dit echter onder het legaliteitsvereiste (terwijl het legaliteitsbeginsel volgens hem louter op het staatsrechtelijke begrip ziet). In het methodadonbriefarrest komt deze betekenis van het legaliteitsbeginsel duidelijk naar boven, de Hoge Raad overwoog dat: '[de inspecteur] zonder daartoe aan enige wetsbepaling de bevoegdheid te kunnen ontlenen, door middel van een door zijn gezag gedekte en daardoor effectieve opwekking tot boycot ingegrepen in het recht van [applicant] ... om zijn praktijk naar eigen inzicht uit te oefenen en zich reeds uit dien hoofde jegens [applicant] schuldig gemaakt aan een onrechtmatige daad.' In dit arrest ging het om de vraag of een brief, met daarin voorschriften met betrekking tot de uitgifte van methadon aan drugsverslaafden, die de hoofdinspecteur van volksgezondheid aan alle huisartsen in het land had gestuurd, rechtsgeldig was. De Hoge Raad bepaalde dat de hoofdinspecteur in deze zaak zonder wettelijke grondslag had ingegrepen in de rechten van een burger.
Daarnaast erkent Van Wijk ook het gelijkheidsbeginsel en het rechtszekerheidsbeginsel als onderdelen van het bestuursrechtelijke legaliteitsbeginsel; deze komt echter ook een zelfstandige betekenis toe als algemene beginselen van behoorlijk bestuur.
Het beginsel is ook nadrukkelijk aanwezig in het belastingrecht, dat valt onder het bestuursrecht. Het fiscale legaliteitsbeginsel is neergelegd in artikel 104 van de Grondwet: "Belastingen worden geheven uit kracht van een wet. Andere heffingen van het Rijk worden bij de wet geregeld."

### Reikwijdte van het strafrechtelijke legaliteitsbeginsel
In Nederland wordt er een onderscheid gemaakt tussen het materieel en het formeel strafrechtelijk legaliteitsbeginsel. Het materiële legaliteitsbeginsel is in identieke bewoording te vinden in artikel 16 Grondwet en artikel 1 Wetboek van Strafrecht. Het formele legaliteitsbeginsel staat in artikel 1 Wetboek van Strafvordering.
Het materiële legaliteitsbeginsel wordt ook wel aangeduid met de term nulla poena-beginsel en is omschreven als 'geen feit is strafbaar dan uit kracht van een daaraan voorafgegane wettelijke strafbepaling.' Het doel van het legaliteitsbeginsel is het creëren van rechtszekerheid voor de verdachte; het moet voor de burger duidelijk zijn welk gedrag wel en welk gedrag niet strafbaar is, zodat hij zijn handelen daarop kan afstemmen. Nauw daaraan verwant is het mensbeeld van de homo oeconomicus, de rationele mens die de voor- en nadelen van zijn handelen tegen elkaar afweegt. Een voorafgaande strafbepaling speelt dan een rol in de preventie van criminaliteit. Een andere factor waarop het legaliteitsbeginsel gestoeld is, is het schuldgezichtspunt: dat wil zeggen dat niemand mag worden bestraft voor gedrag waarvan hij niet kon weten dat het strafbaar was. Uiteraard speelt ook de rechtsstaatgedachte een rol waarbij elke machtsuitoefening door de overheid tegen de burger gebaseerd moet zijn op een wet. Verder spelen nog een rol: het wetsbegrip (wetgeving bevat algemene regels die bij herhaling op verschillende personen van toepassing zijn: door het afkondigen van een wet staat objectief vast wie onder welke omstandigheden strafbaar zal zijn. Indien wetgeving met terugwerkende kracht zou gelden, zou aan dit wetsbegrip niet zijn voldaan), het strafbegrip (straffen is publieke leedtoevoeging zodat een rechtssubject vervolgens eerder geneigd is om zich conform de wet te gedragen) en het vrijheidsbegrip (burgers moeten ervan uit kunnen gaan dat alles is toegestaan wat niet strafbaar is gesteld).
Uit de redactie blijkt dat strafbepalingen niet alleen door de formele wetgever (de Staten-Generaal en regering tezamen) mogen worden gemaakt, maar ook bijvoorbeeld de gemeente mag bepaalde gedragingen strafbaar stellen door middel van een gemeenteverordening. Wel moet zo een verordening gebaseerd zijn op een formele wet die de bevoegdheid aan de gemeente delegeert. Een apart probleem doet zich voor bij strafbaarstelling in het Nederlandse recht die verwijst naar een internationaal instrument (zoals een internationaal verdrag) waarvan geen Nederlandse tekst voorhanden is. Op grond van artikel 93 en 94 van de Grondwet gelden die internationale regels in de Nederlandse rechtsorde. De Hoge Raad liet zich in een arrest over deze kwestie uit en oordeelde dat artikel 16 van de Grondwet zo moest worden uitgelegd dat 'het begrip "wettelijke strafbepaling" aldus moet worden verstaan dat daarmee uitsluitend wordt gedoeld op van een strafbedreiging voorziene normen die in de Nederlandse taal zijn gesteld en bekendgemaakt.' Bovendien moet een internationale strafbaarstelling ook nog een basis in de Nederlandse wet hebben, dit vereiste sluit naast strafbaarstelling in internationale verdragen ook gewoonterecht en rechters recht (common law) uit. Op dit punt is het Nederlandse recht strenger dan artikel 7 EVRM wat slechts een tijdige strafbaarstelling in het recht (law) vereist: dit sluit strafbaarstelling in andere bronnen dan de wet niet uit.
De tekst van het materiële beginsel bevat ook het verbod van terugwerkende kracht, de wet spreekt immers over een daaraan voorafgegane wettelijke strafbepaling. Het gaat hierbij om de datum waarop het (strafbare) feit is gepleegd, niet wanneer het wordt berecht. Als er dus tussen het plegen van het feit en de berechting een wet wordt afgekondigd die het gedrag strafbaar stelt moet de verdachte worden ontslagen van alle rechtsvervolging. Een uitzondering geldt voor de uitlevering van een verdachte aan een derde land. Hier toets de rechter alleen of het feit ook in Nederland is gesteld ten tijde van de uitlevering. Het verbod geldt niet indien de strafwet zich wijzigt in het voordeel van de verdachte, lid 2 van artikel 1 Sr bepaalt dat dan de voor de verdachte meest gunstige bepaling wordt toegepast. Ook aanvullingen op de wet ten gunste van de verdachte die in de rechtspraak tot stand komen zijn daarom niet in strijd met het legaliteitsbeginsel (bijvoorbeeld het leerstuk van afwezigheid van alle schuld.) Het verbod van terugwerkende kracht ziet niet op alle onderdelen van het strafrecht. Het is in ieder geval wel van toepassing op nieuwe strafbaarstellingen, veranderingen in de delictsomschrijving en in algemene leerstukken die de strafbaarheid van de verdachte uitbreiden (bijvoorbeeld voorbereidingshandelingen). Uitbreiding van strafbaarstelling door extensieve interpretatie door de rechter wordt doorgaans niet in strijd met het verbod geacht, zolang de uitbreiding maar voorzienbaar was. Dit is bijvoorbeeld niet het geval als de rechter ineens een geheel nieuwe weg inslaat. Het verbod van terugwerkende kracht geldt ook voor regelgeving die betrekking heeft op de hoogte en het type straf. De regels met betrekking tot de tenuitvoerlegging van de straf (het zogenoemde sanctierecht) vallen niet onder het verbod. Ook laat het verbod de bevoegdheid van de rechter onverlet om bij nieuwe regelgeving een hogere straf dan gebruikelijk op te leggen, zolang hij maar niet boven het oude strafmaximum uitkomt. Het verbod ziet echter niet op veranderingen in een op te leggen maatregel noch op veranderingen in de verjaringstermijn (zolang reeds verjaarde delicten ongemoeid blijven). Ook veranderingen met betrekking tot de uit te oefenen rechtsmacht lijken niet onder het verbod te vallen, er heeft zich echter nog geen positief geval in het Nederlandse recht voorgedaan waarbij er rechtsmacht met terugwerkende kracht werd toegekend (met uitzondering van de berechting van oorlogsmisdadigers na de Tweede Wereldoorlog op basis van het Besluit Buitengewoon Strafrecht).
Een ander vereiste van het legaliteitsbeginsel is dat de wetgever het strafbare gedrag ook zo precies mogelijk omschrijft en dat de bepalingen goed toegankelijk zijn voor de verdachte. Met name de eis dat de strafbaarstelling zo precies mogelijk moet worden omschreven is voor de Nederlandse praktijk van belang. Hierbij speelt ook de rechtspraak van het Europese Hof voor de Rechten van de Mens een grote rol, met name de eis van artikel 7 EVRM dat de wetgeving foreseeable moet zijn. Overigens betekent dit niet dat een strafbaarstelling altijd tot in detail alle mogelijkheden moet opsommen. Zo komt een eindeloze opsomming de kenbaarheid van de wet niet ten goede en is het met het oog op onvoorziene ontwikkelingen soms nodig om een open restcategorie te houden. Zeker in gebieden waar zich veel en vaak veranderingen voordoen (bijvoorbeeld door technologische ontwikkelingen) is enige vaagheid en generalisatie nodig om de wet flexibel te houden. En ook bij regels die specifiek van toepassing zijn op professionele partijen mogen strafbepalingen minder precies zijn dan bij strafbaarstellingen voor andere partijen.
Het formele legaliteitsbeginsel werd voor het eerst opgenomen in het Wetboek van Strafvordering van 1838 en luidde 'niemand mag tot straf vervolgd of veroordeeld worden, dan op de wijze en in de gevallen, bij de wet voorzien.' Een soortgelijke regeling was ook reeds te vinden in artikel 1 van de Code d'Instruction Criminelle die bepaalde dat de vervolging en berechting op basis van het strafrecht alleen toe kwam aan door de wet bepaalde overheidsfunctionarissen. Ook artikel 29 van de Staatsregeling van 1798 bevatte regels met betrekking tot de toepassing van het formele strafrecht en vereiste hiervoor uitdrukkelijk een grondslag in de wet. Het huidige artikel 1 Wetboek van Strafvordering luidt:

Strafvordering heeft alleen plaats op de wijze bij de wet voorzien.

## België

### Strafrechtelijk legaliteitsbeginsel
In het strafrecht is het legaliteitsbeginsel een van de meest fundamentele regels. Het behelst meerdere componenten. Zo heeft het weerslag op de bronnen van het strafrecht, op de interpretatie van de strafwet en op de gelding van de strafwet in de tijd. Het kan worden samengevat in het adagium "Nullum crimen, nulla poena sine lege". Het legaliteitsbeginsel in strafzaken is tweeledig: men spreekt zowel van de legaliteit van de straf als van de legaliteit van de incriminatie.
Nullum crimen sine lege (geen misdrijf zonder wet) houdt in dat een gedraging alleen strafbaar kan zijn als er op het moment van plegen een wet bestond die de gedraging strafbaar stelde. Met andere woorden, een daad kan niet met terugwerkende kracht strafbaar gemaakt worden. Bijvoorbeeld in een situatie waarin de publieke opinie geschokt is zonder dat er sprake is van een strafbaar feit, kan men niet achteraf een wet aannemen die dat strafbaar stelt, en de dader dan alsnog berechten.
Nulla poena sine lege (geen straf zonder wet) houdt in dat niemand een straf kan krijgen die op het ogenblik van de feiten niet voorzien was voor het concrete misdrijf. Bovendien kan men geen zwaardere straf krijgen dan degene die bij wet voorzien was op het ogenblik van het plegen van het misdrijf. Dit ligt ook vervat in artikel 2 lid 1 Sw. Men spreekt hierbij over de niet-retroactiviteit van de strengere strafwet. Dit principe geldt enkel als de strafwet strenger wordt. Indien de strafwet milder wordt, is er wel retroactiviteit en kan de dader van het misdrijf dus een mildere straf krijgen door de nieuwe wet. De retroactiviteit van mildere strafwetten ligt vervat in artikel 2 lid 2 Sw. Het zit ook vervat in artikel 15.1 in fine BUPO. op zowel de niet-retroactiviteit van de zwaardere strafwet en de retroactiviteit van de mildere strafwet zijn uitzonderingen.
Het legaliteitsbeginsel omvat echter meer dan nullum crimen, nulla poena sine lege. Het legt de wetgever ook de verplichting op om heldere en duidelijke strafwetten te maken. Dit wordt ook wel het lex-certa beginsel genoemd.
Uit het legaliteitsbeginsel vloeit ook een verbod tot analogieredenering in malam partem voort. Dit betekent dat de strafrechter het toepassingsgebied van de strafbaarstellingen niet mag verruimen. (noot) Dit beginsel voorkomt dat een rechter bijvoorbeeld zou zeggen: "Wat de verdachte heeft gedaan, is even erg als moord, daarom veroordeel ik hem voor moord, ook al komt het niet letterlijk overeen met wat er in de wet staat." Het omgekeerde, de analogia in bonam partem is wel toegelaten. Zo is bijvoorbeeld de verschoningsgrond van artikel 462 Sw. Ook van toepassing op het misdrijf van heling.
Het strafrechtelijk legaliteitsbeginsel ligt op vele plaatsen in de wetgeving verankerd. In de eerste plaats is het een grondwettelijk beginsel, verwoord in artikel 12 en 14 van de Grondwet. Daarnaast staat het in artikel 2 lid 1 van het Strafwetboek, en internationaal is het verankerd in artikel 7.1 EVRM en 15.1 IVBPR.
De geschiedenis van dit artikel ligt in het feit dat men wou reageren tegen overheidswillekeur van het ancien régime. Daarnaast is eigenlijk een onderdeel van het idee dat een bestraffing alleen gerechtvaardigd kan zijn, als iemand wist of had kunnen weten dat wat hij of zij deed verkeerd was en die persoon de keuze had het wel of niet te doen. Iemand kan niet weten, wat er in de toekomst voor regels worden gesteld.
In het kader van de overpenalisering van gedragingen (meestal met een zgn. "blanco strafbepaling", dit is een bepaling meestal aan het einde van een wettekst die de niet-naleving van onderhavige wet strafbaar stelt) in België, wordt spottend de uitdrukking nulla lex sine poena gebruikt, erop wijzend dat er in elke wet wel ergens een strafbepaling zal zitten.

#### Retroactiviteit van de strafwet toegepast op uitvoeringsreglementen
Volgens het basisprincipe van artikel 2 Sv. kan een zwaardere strafwet niet retroactief worden toegepast en een mildere strafwet wel.
Een belangrijke uitzondering hierop kan men vinden in het geval van een gewijzigd uitvoeringsreglement met een ongewijzige blanco strafwet. In deze hypothese wordt de overtreding van de bepalingen van de wet strafbaar gesteld door een artikel in diezelfde wet, maar moet aan die strafbaarstelling concrete uitwerking worden gegeven via een reglement/koninklijk besluit. Een voorbeeld hiervan is te vinden in artikel 29 van de Wegverkeerswet, dat de overtreding van de regels uit de Wegverkeerswet alsook de reglementeringen genomen ter uitvoering van de Wegverkeerswet strafbaar stelt.
Welnu, in dat geval zal volgen de vaste rechtspraak van het Hof van Cassatie een milder reglement geen retroactieve werking hebben indien de wet zelf ongewijzigd was gebleven. Het Hof van Cassatie paste deze logica voor het eerst toe in een arrest van 19 februari 1932, waardoor het zijn eerdere rechtspraak verliet. Dit is een uitermate belangrijke uitzondering op de retroactiviteit van de mildere strafwet aangezien veel strafbaarstellingen van bijzondere wetgeving te vinden zijn in uitvoeringsreglementen.

### Bestuursrechtelijk legaliteitsbeginsel
Bestuurlijke besluiten en verordeningen moeten in overeenstemming zijn met hogere rechtsnormen. Dit is een uitdrukking van de rechtsstaat. De eerste lijn van rechtsbescherming tegen een onwettig optreden van het bestuur is het aanvechten van de bestuurshandeling bij een administratief rechtscollege (normaal de Raad van State). Voor de gewone rechter kan men de exceptie van onwettigheid opwerpen, ingesteld door artikel 159 van de grondwet. Deze laat de rechter toe om (reglementaire en beschikkende) bestuurlijke rechtshandelingen die in strijd zijn met hogere rechtsnormen buiten toepassing te laten voor de aanhangige zaak.

### Fiscaal legaliteitsbeginsel
De Belgische Grondwet vermeldt in artikel 170 dat geen belasting kan worden ingevoerd dan door een wet. Merk op dat de term "door" (gebruikt in artikel 170 wat betreft belastingen) niet gelijk is aan "krachtens" (gebruikt in artikel 14 wat betreft bestraffing). De term krachtens wijst er namelijk op dat de wetgever (Parlement) de bevoegdheid ook kan delegeren aan de uitvoerende macht (door middel van koninklijk besluit). Een belasting die niet door de wet (of overeenstemmend besluit van een wetgevende macht (gemeenteraadsbesluit, provincieraadsbesluit, decreet)) zelf wordt ingevoerd is absoluut nietig.
Dit criterium geldt voor alle mogelijke belastingen (inkomstenbelasting, belasting over de toegevoegde waarde, successierechten, registratierechten,...). Een belasting wordt in die zin omschreven als een eenzijdig door de overheid opgelegde eis, waarvan geen afstand kan worden gedaan en waarvan de opbrengsten dienen tot het financieren van de algemene dienstverlening. Echter, ook de verhaalbelastingen (belastingen die worden geheven van hen die voordeel hebben uit de dienstverlening (zoals een belasting om een aanleg van een riool te financieren)) vallen onder deze term.
Een retributie, een bijdrage voor een dienst waarvan men vrijwillig kan kiezen om er al dan niet gebruik van te maken (toegang tot zwembad, parking,...), is geen belasting en kan dus wel door een uitvoerende macht worden opgelegd.

## Overige betekenissen
De term legaliteitsbeginsel wordt ook gebruikt om het tegenovergestelde van het opportuniteitsbeginsel te duiden. In landen waar het opportuniteitsbeginsel geldt, mag een aanklager besluiten in een strafzaak niet tot vervolging over te gaan. Dit systeem kent men onder andere in Nederland en België. Echter, in bijvoorbeeld Duitsland moet de openbaar aanklager, uitzonderingen daargelaten, tot vervolging overgaan indien er voldoende bewijs is. In deze context spreekt men dus ook van het (formeel) legaliteitsbeginsel, al heeft de term hier een andere duiding.